# ماریلا والنتینی
ماریلا والنتینی (ایتالیایی: Mariella Valentini؛ زادهٔ ۲۳ ژوئن ۱۹۵۹) بازیگر اهل ایتالیا است.
از فیلم‌ها یا برنامه‌های تلویزیونی که وی در آن نقش داشته‌است می‌توان به منشی‌های طبقه ششم، بنزین و زندگی اشاره کرد.